# Pteroma
Pteroma is een geslacht van vlinders van de familie van de zakjesdragers (Psychidae).

## Soorten
- P. alternata (Dyar, 1912)
- P. dealbata Dierl, 1971
- P. langkawiensis de Freina, 1993
- P. nipae (Bourgogne, 1937)
- P. pendula (Joannis, 1929)
- P. plagiophleps (Hampson, 1893)